# کریستین سرویدی
کریستین سرویدی (انگلیسی: Cristian Servidei؛ زادهٔ ۱۱ دسامبر ۱۹۷۲) بازیکن فوتبال اهل ایتالیا است.
از باشگاه‌هایی که در آن بازی کرده‌است می‌توان به باشگاه فوتبال ترنانا، باشگاه فوتبال لچه، باشگاه فوتبال آ.اس. رم، باشگاه فوتبال ونتزیا، باشگاه فوتبال پیستویزه، باشگاه فوتبال پادوا، و باشگاه فوتبال اسپال اشاره کرد.